# キサース
キサース（アラビア語: قصاص, ラテン文字転写: qiṣāṣ）とは、イスラーム刑法に定めのある刑罰のひとつで、裁判官の監視の下、被害者が蒙ったのと同様の苦痛を加害者に与える刑罰（同害報復刑）である。具体的には殺人や傷害に対して適用される。
殺人犯に対して、遺族は裁判官（カーディー）の前で、キサースによる死刑か、ディヤ（血の代償金、ディーヤは口語発音）とよばれる賠償金を取るかのいずれかを選択する権利を与えられる。傷害に対しても、同様の傷害を負わせるか、ディヤを取るかのいずれかを選択できる。
イスラーム以前のアラビアでは私的な復讐が普通であり、時には際限ない争いへと発展することもあった。キサース刑は刑罰自体は復讐原理（目には目を、歯には歯を）にのっとっているが、復讐を公権力の監視下に置き、統制する目的があったとされる。また、クルアーンにはディヤで満足することをキサースを要求するより推奨する文言も存在する。
キサースは殺人犯・傷害犯のみに適用され、刑罰も罪状と同様としていることから、婚外セックスや同性セックス、イスラームからの離脱などに対する石打ちによる死刑を含むハッド刑よりは、現代の人権の観点からしても極端に不当な刑罰ではないとされる。また、死刑の執行に関しては弱い立場におかれた遺族の選択によってのみ処刑が決まり、遺族が許すのなら死刑は絶対に施行されないプロライフ的な死刑観を持つのは、メジャーな法体系の中ではシャリーアだけである。ただし囚人の人体を（時には永久に）損傷させる刑罰は過酷すぎる刑罰のひとつとして現代刑法では避けられており、その点で批判の対象になることもある。また、当然のことながら死刑廃止論者もキサースとしての死刑に反対している。